# Moana Vaireaux
Moana Vaireaux, né le 9 juillet 1983 à Paris, est un skipper français.
Il est médaillé d'argent avec Manon Audinet aux Championnats d'Europe de Nacra 17 en 2013 sur le lac de Côme.